# Джорж Грие
Джорж Грие (англ. George Grie, при рождении Юрий Грибановский (англ. Yuri Gribanovski); род. 14 мая 1962, Омск, РСФСР, СССР) — российский и канадский художник, один из первых неосюрреалистов в цифровом искусстве. Широко известен по многочисленным произведениям в двухмерной и трехмерной компьютерной графике.

## Художественный стиль
Художественный стиль Джорджа Грие образовался под влиянием таких известных сюрреалистов как Рене Магритт и Сальвадор Дали, фантастиков-реалистов Здислава Бексински и Wojciech Siudmak и сюрреал-фотографа Jerry Uelsmann. Его нео-сюрреалистические работы — это сочетание классического сюрреалистического символизма и современного Фэнтези стиля.
Картины Джорджа Грие полны мощного визуального импрессионизма и философских поисков. Использование фото-реалистической манеры письма усиливает зрительное восприятия его сюрреалистических идей.
Его компьютерные произведения являются экстраординарным зрительным отражением его мыслей, философических убеждений и фантазий. Часто путешествуя в подсознание, Джордж Грие показывает волшебный и игривый, иногда похожий на сон, мир, украшенный совершенными деталями. Иллюзии, мистический романтизм, волшебство и фантазии широко представлены в его фото-реалистическом виртуальном мире, не всегда спокойном и миролюбивом. Напряжение и отчуждение является неотъемлемой частью событий, происходящих в пейзажах его воображения.

## Профессиональная деятельность
Участник выставок в ЭХО — экспериментальное художественное объединение, и БАШНЯ, которые действовали в Омске в годы перестройки — с 1985 по 1989 годы. Дружил с Манагером из легендарной панк-рок группы Гражданская Оборона. В 1990-х гг. Джордж жил и работал в Санкт-Петербургe, где он был активным членом Пушкинская, 10 (арт-центр) и встретил много известных позже художников и музыкантов, и других деятелей андеграундной культуры. таких как С. Курехин, Ю. Шевчук, Б. Гребенщиков, B. Бутусов и другие. Работы художника находятся в собрании Государственного Русского Музея и в частных коллекциях в России, Англии, Америке, Финляндии, Канаде.
Приверженность Джорджа Грие к фотореализму — одна из причин, по которым он диаметрально изменил артистическую карьеру от традиционной живописи к цифровому искусству. В конце 1990-х Джордж эмигрирует в Торонто, Канада. Он становится профессиональным мультимедийным графиком-дизайнером и начинает работать ведущим специалистом по интерактивной рекламе в корпорации IBM. Где он творит вместе с известным иллюстратором Олег Липченко. Его основным интересом стали современные программы по созданию 3D-моделей 3D digital art-design software и цифровой живописи. Возможность применения его опыта в изобразительном искусстве и классического живописного образования в новых компьютерных проектах, позволяет ему выражать его артистические концепции без ограничений. Произведения Джорджа помещены в учебники по искусству для старших классов Канадской и Французской школы. Издатели многих стран используют его работы в качестве иллюстраций книг и других изданий, такие как: учебник Иллюстрированной Истории Дания, Уэльский университет Англия, журнал университета Вашингтона, журнал Наука о Мышлении, Университет Лондона, итд.
Новая форма изобразительного искусства была рождена без напыщенности и шумной рекламы. Некоторые из нас наивно полагают, что компьютерное и 3d-искусство — это что-то механическое и не натуральное, нечто, лишенное человеческого прикосновения. Подобное представление ошибочно, так как не компьютеры делают искусство, а люди, которые используют их. Компьютеры — это обыкновенные созидательные инструменты, только изощреннее; попробовав их один раз, ты уже не сможешь остановиться.Биография Джорджа Грие

### Выставки
- Mistral gallery, Лондон
- Artnova gallery, Стокгольм
- Cinema House Gallery, Санкт-Петербург
- Artson gallery, Хельсинки
- Toronto Art Expo, Торонто
- Artfocus — Canada’s largest indoor art event
- Pixel Perfect: The Digital Fine Art Exhibition, Agora gallery Нью-Йорк
- Contemporary Art (London, New York, Toronto) Art Fair
- International Art Exhibition, Торонто

### Дискография
Работы Джорджа Грие использованы в оформлении более 50 обложек альбомов и других музыкальных проектах:
- London Symphony Orchestra дирижёр Predrag Gosta, 2016
- Uriah Heep legend Кен Хенсли & Live Fire, Англия, Wonderworld — Чудо мир, 2014
- Magellan, США, Inert Momentum (TBA), Группа известных музыкантов: Иэн Андерсон (Jethro Tull), Джои Франко (Twisted Sister), Тони Левин (King Crimson, Pink Floyd)
- Манагер, Блюдо Мира, 2014, член панк-группы Гражданская Оборона, Егорa Летова
- Magellan, США, трек «Good to Go», Роберт Ламм (текст песни) и Ли Логнэн (труба) из знаменитой группы Чикаго
- Voyager, Австралия, Путешественник, Я революция[10]
- Lalo Huber, Аргентина, Затерянный в Кали-йога[11]
- Winterburst, Франция, Зимний взрыв, Лабиринт мышления[12]
- Kayak, Нидерланды, Письма из утопии
- Dawn of Destiny, Германия, Восстание в небе[13]
- Sunroad, Бразилия, Летая и дрейфуя
- Arc Angel, США, Арлекины Света, Джефф Канната
- Gong, Гонг Мэйсон видео концерт At The Fridge: Лондон 2008
- Gert Emmens, Нидерланды, Мир мальчика[14]
- Кен Снайдер, США, Порядок Хаоса, 2007 и 2008 American Music Award в категории Лучшая Инструментальная Группа & Инструментальный Артист Года
- Mad Hatter’s Den, Финляндия, Темное Колесо, Только вперед!